# Sábrata (distrito)
Sábrata (em árabe: صبراتة; romaniz.: Sabratah/Sabratha) foi um distrito da Líbia com capital em Sábrata. Foi criada em 1983 na reforma territorial daquele ano e existiu até 1987, quando nova reforma foi conduzida pelo governo e seu território foi fundido ao de Nigatal Homs. Em 1998, sua região foi fundida ao distrito de Sormane e formou o distrito de Sábrata e Sormane.